# Maria Eleonora del Brandeburgo
Maria Eleonora del Brandeburgo (Königsberg, 11 novembre 1599 – Stoccolma, 28 marzo 1655) fu regina consorte di Svezia, come moglie di re Gustavo II Adolfo. È  anche nota come madre della regina Cristina.
Era figlia di Giovanni Sigismondo di Brandeburgo, principe elettore del Brandeburgo, e di Anna di Prussia.

## Biografia

### Matrimonio

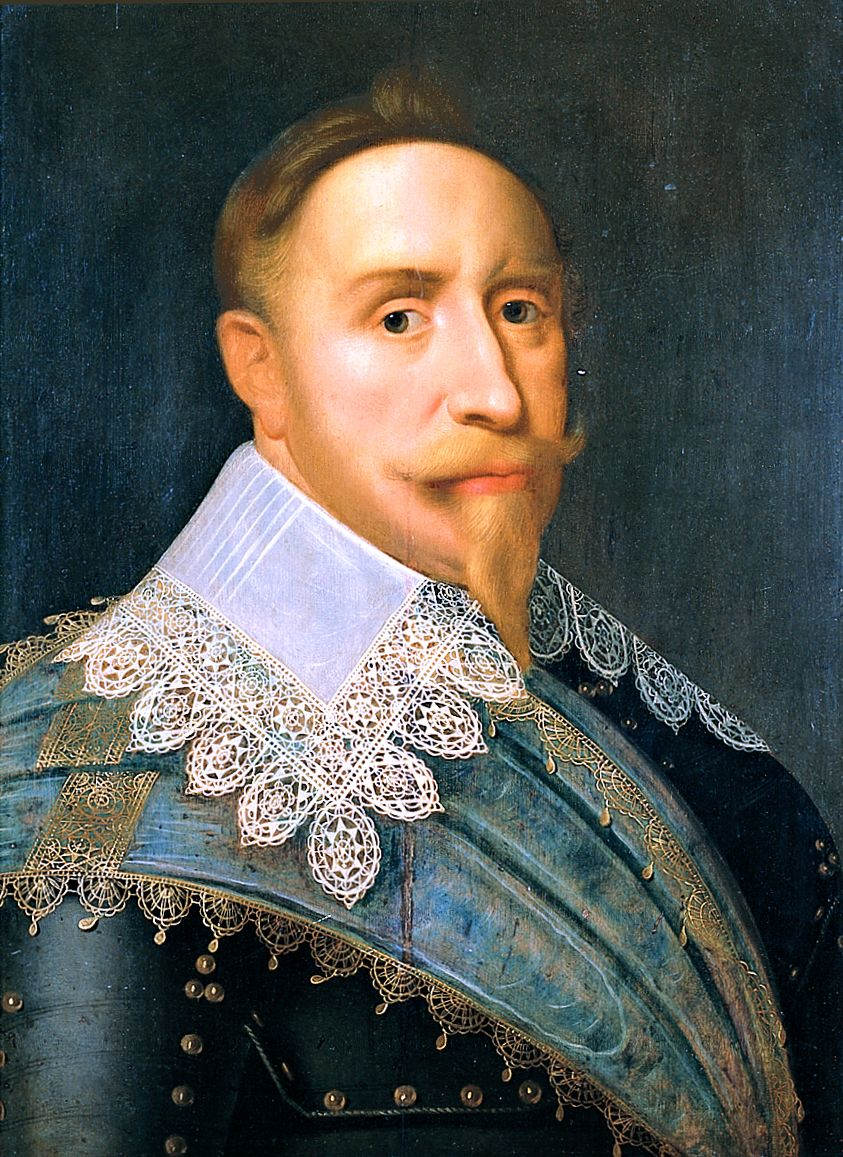
Gustavo Adolfo re di Svezia e marito di Maria Eleonora

Nel 1620 il re Gustavo II Adolfo di Svezia pensò di cercare un'alleanza con il Brandeburgo per creare un blocco di Paesi protestanti contro gli Asburgo cattolici. Le nozze tra il re e la giovane ebbero luogo nel dicembre dello stesso anno e tre giorni dopo Maria Eleonora venne incoronata nella cattedrale di Stoccolma come regina di Svezia.
Per tutta la durata del matrimonio la coppia reale visse per la maggior parte del tempo lontana, in quanto Gustavo Adolfo era spesso via perché in guerra con la Danimarca.
Nell'estate del 1621 la regina partorì prematuramente. Il feto di sesso femminile era già morto prima del parto. Due anni dopo partorì un'altra bambina a cui venne dato il nome di Cristina Augusta, che tuttavia morì prima di avere compiuto un anno. Subì poi un ulteriore parto prematuro; stavolta si trattava di un maschio. Dato che il fratello minore del re era morto tre anni prima in battaglia la dinastia Vasa si trovava, cinque anni dopo il matrimonio di Gustavo Augusto, senza un erede e quindi in pericolo. Questa situazione creò le speranze per suo cugino Sigismondo III di Polonia, nemico della Svezia.

Cristina di Svezia, figlia di Maria Eleonora

Il 18 dicembre 1626 la regina riuscì tuttavia a dare alla luce una bambina a cui venne dato lo stesso nome della sorellina morta, Cristina Augusta. La piccola fu destinata a succedere al padre a sei anni dopo, quando nel novembre 1632 giunse la notizia della morte in battaglia del re.

### Vedovanza
Il lutto fu alquanto doloroso per Maria Eleonora, già affetta da isteria e comportamenti ritenuti dalla corte non consoni a una regina, che era attaccatissima al marito. Le sue condizioni mentali peggiorarono sensibilmente: ordinò infatti che il cuore del re le fosse portato per tenerselo sempre accanto. Rifiutò inoltre che il marito fosse sepolto, passando le intere giornate accanto alla salma. Il 15 giugno 1634 avvenne infine il funerale di Stato. La regina, privata del marito, rivolse le proprie attenzioni alla figlia che costrinse a starle sempre accanto, finché i cinque consiglieri reggenti della nuova regina non provvidero, nel 1636, a toglierla da quell'affetto morboso. Maria Eleonora fu così allontanata e tenuta sotto controllo nel castello di Grisholm a Mariefred.

### Trattative matrimoniali
La regina madre non smise di preoccuparsi per Cristina. Dopo che essa fu indicata come erede di Gustavo Adolfo il consiglio reggente si occupò di trovarle un degno consorte. E così fece anche Maria Eleonora che avviò trattative matrimoniali con la Danimarca, vecchio nemico della Svezia. Axel Oxenstierna, consigliere principale, consigliò prudenza alla regina. Il consiglio infatti era orientato a cercare un nobile svedese più facilmente controllabile da parte del senato. Le trattative matrimoniali non arrivarono tuttavia mai a una conclusione, anche a causa della ferma decisione di Cristina di rimanere nubile per il resto della vita.

### La fuga
Relegata nel castello di Gripsholm, che si trovava su un'isoletta in mezzo a un lago, la regina madre non vide quasi mai la figlia che, da quanto risulta dai suoi diari, non nutriva grande affetto per lei. La solitudine e la rabbia provata nei confronti degli Oxenstierna e del consiglio spinsero Maria Eleonora a tenere una regolare corrispondenza con il re Cristiano di Danimarca. Grazie alla complicità del suo guardiano, il maresciallo Nilsson, riuscì a imbarcarsi a bordo di un veliero danese diretto a Elsinore.
Cristiano, tuttavia, infastidito dalle voci che lo volevano suo amante, cercò di sistemare altrove l'ospite e chiese aiuto a Federico Guglielmo I di Brandeburgo il quale tenne la zia paterna presso di sé per quattro anni, dopo di che ella fece ritorno a Stoccolma.

### Ritorno a Stoccolma
Maria Eleonora stette via in tutto sei anni, di cui i primi due passati in Danimarca. Al suo ritorno il consiglio le restituì i beni e le rendite che le erano stati rispettivamente confiscati e congelati subito dopo la fuga. Cristina non perdonò mai la madre e i loro rapporti si fecero sempre più formali. In occasione dell'incoronazione della figlia, ormai maggiorenne, le donò tuttavia la propria corona in modo che fosse impreziosita e posta sulla sua testa durante la celebrazione.

### Morte
In seguito all'abdicazione e alla partenza di Cristina per l'Italia Maria Eleonora rimase molto addolorata e morì dopo alcuni mesi.

## Ascendenza
|                                     |                      |                                    | Genitori                       |  |  | Nonni |  |  | Bisnonni                        |  |  | Trisnonni                    |  |
|                                     |                      |                                    |                                |  |  |       |  |  | Giovanni Giorgio di Brandeburgo |  |  | Gioacchino II di Brandeburgo |  |
|                                     |                      |                                    |                                |  |  |       |  |  | Giovanni Giorgio di Brandeburgo |  |  | Gioacchino II di Brandeburgo |  |
|                                     |                      | Maddalena di Sassonia              |                                |  |  |       |  |  | Giovanni Giorgio di Brandeburgo |  |  |                              |  |
| Gioacchino Federico di Brandeburgo  |                      |                                    |                                |  |  |       |  |  | Giovanni Giorgio di Brandeburgo |  |  |                              |  |
|                                     |                      | Sofia di Legnica                   | Federico II di Legnica         |  |  |       |  |  |                                 |  |  |                              |  |
|                                     |                      | Sofia di Legnica                   | Federico II di Legnica         |  |  |       |  |  |                                 |  |  |                              |  |
|                                     |                      | Sofia di Legnica                   | Sofia di Brandeburgo-Ansbach   |  |  |       |  |  |                                 |  |  |                              |  |
| Giovanni Sigismondo di Brandeburgo  |                      | Sofia di Legnica                   |                                |  |  |       |  |  |                                 |  |  |                              |  |
|                                     |                      | Giovanni di Brandeburgo-Küstrin    | Gioacchino I di Brandeburgo    |  |  |       |  |  |                                 |  |  |                              |  |
|                                     |                      | Giovanni di Brandeburgo-Küstrin    | Gioacchino I di Brandeburgo    |  |  |       |  |  |                                 |  |  |                              |  |
|                                     |                      | Giovanni di Brandeburgo-Küstrin    | Elisabetta di Danimarca        |  |  |       |  |  |                                 |  |  |                              |  |
| Caterina di Brandeburgo-Küstrin     |                      | Giovanni di Brandeburgo-Küstrin    |                                |  |  |       |  |  |                                 |  |  |                              |  |
|                                     |                      | Caterina di Brunswick-Wolfenbüttel | Enrico V di Brunswick-Lüneburg |  |  |       |  |  |                                 |  |  |                              |  |
|                                     |                      | Caterina di Brunswick-Wolfenbüttel | Enrico V di Brunswick-Lüneburg |  |  |       |  |  |                                 |  |  |                              |  |
|                                     |                      | Caterina di Brunswick-Wolfenbüttel | Maria di Württemberg           |  |  |       |  |  |                                 |  |  |                              |  |
| Maria Eleonora di Brandeburgo       |                      | Caterina di Brunswick-Wolfenbüttel |                                |  |  |       |  |  |                                 |  |  |                              |  |
|                                     | Alberto I di Prussia | Federico I di Brandeburgo-Ansbach  |                                |  |  |       |  |  |                                 |  |  |                              |  |
|                                     | Alberto I di Prussia | Federico I di Brandeburgo-Ansbach  |                                |  |  |       |  |  |                                 |  |  |                              |  |
|                                     | Alberto I di Prussia | Sofia di Polonia                   |                                |  |  |       |  |  |                                 |  |  |                              |  |
| Alberto Federico di Prussia         | Alberto I di Prussia |                                    |                                |  |  |       |  |  |                                 |  |  |                              |  |
|                                     |                      | Anna Maria di Brunswick-Lüneburg   | Eric I di Brunswick-Lüneburg   |  |  |       |  |  |                                 |  |  |                              |  |
|                                     |                      | Anna Maria di Brunswick-Lüneburg   | Eric I di Brunswick-Lüneburg   |  |  |       |  |  |                                 |  |  |                              |  |
|                                     |                      | Anna Maria di Brunswick-Lüneburg   | Elisabetta di Brandeburgo      |  |  |       |  |  |                                 |  |  |                              |  |
| Anna di Prussia                     |                      | Anna Maria di Brunswick-Lüneburg   |                                |  |  |       |  |  |                                 |  |  |                              |  |
|                                     |                      | Guglielmo di Jülich-Kleve-Berg     | Giovanni III di Kleve          |  |  |       |  |  |                                 |  |  |                              |  |
|                                     |                      | Guglielmo di Jülich-Kleve-Berg     | Giovanni III di Kleve          |  |  |       |  |  |                                 |  |  |                              |  |
|                                     |                      | Guglielmo di Jülich-Kleve-Berg     | Maria di Jülich-Berg           |  |  |       |  |  |                                 |  |  |                              |  |
| Maria Eleonora di Jülich-Kleve-Berg |                      | Guglielmo di Jülich-Kleve-Berg     |                                |  |  |       |  |  |                                 |  |  |                              |  |
|                                     |                      | Maria d'Austria                    | Ferdinando I d'Asburgo         |  |  |       |  |  |                                 |  |  |                              |  |
|                                     |                      | Maria d'Austria                    | Ferdinando I d'Asburgo         |  |  |       |  |  |                                 |  |  |                              |  |
|                                     |                      | Maria d'Austria                    | Anna Jagellone                 |  |  |       |  |  |                                 |  |  |                              |  |
|                                     |                      | Maria d'Austria                    |                                |  |  |       |  |  |                                 |  |  |                              |  |